# Programmeringsspel
Ett programmeringsspel är i allmänhet ett datorspel som innehåller element av datorprogrammering i spelet vilket gör att spelaren kan styra andra autonoma enheter inom spelet för att följa kommandon i ett domänspecifik programmeringsspråk, ofta representerat som ett visuellt språk för att förenkla programmeringen liknelse. 
Programmeringsspel faller i stor utsträckning i två områden: singelspelare där programmeringselementen antingen utgör en del av eller hela ett pusselspel och multiplayer-spel där spelarens automatiska program spelas mot andra spelares program.